# Пушкино (Джанкойский район)
Пу́шкино (до 1948 года Бию́к-Алкалы́; укр. Пушкіне, крымскотат. Büyük Alqalı, Буюк Алкъалы) — село в Джанкойском районе Республики Крым, входит в состав Завет-Ленинского сельского поселения (согласно административно-территориальному делению Украины — Завет-Ленинского сельского совета Автономной Республики Крым).

## Население
| 2001 | 2014 |
| ---- | ---- |
| 476  | ↘420 |

Всеукраинская перепись 2001 года показала следующее распределение по носителям языка
| Язык             | Процент |
| ---------------- | ------- |
| русский          | 73.95   |
| крымскотатарский | 11.76   |
| украинский       | 11.76   |
| другие           | 0.21    |

### Динамика численности
| - 1805 год — 95 чел. - 1864 год — 19 чел. - 1889 год — 17 чел. - 1900 год — 105 чел. - 1915 год — 32/16 чел. - 1926 год — 32 чел. | - 1939 год — 38 чел. - 1989 год — 462 чел. - 2001 год — 476 чел. - 2009 год — 399 чел. - 2014 год — 420 чел. |

## Современное состояние
На 2017 год в Пушкино числится 5 улиц; на 2009 год, по данным сельсовета, село занимало площадь 112,8 гектара на которой, в 143 дворах, проживало 399 человек. В селе действуют библиотека

## География
Пушкино — село на севере района, в Крымской степи, преимущественно на левом берегу маловодной Заветленинской балки (ранее Алкалы), впадающей в Сиваш, высота центра села над уровнем моря — 3 м. Соседние сёла: Завет-Ленинский — в 1 км на север, ниже по балке и Субботник — также в 1 км выше по балке на юг. Расстояние до райцентра — около 17 километров (по шоссе). Ближайшая железнодорожная станция — Солёное Озеро — примерно в 8 километрах. Транспортное сообщение осуществляется по региональной автодороге 35Н-136 Завет Ленинский — Комсомольское (по украинской классификации — С-0-10412).

## История
Первое документальное упоминание села встречается в Камеральном Описании Крыма… 1784 года, судя по которому, в последний период Крымского ханства Халкалы входил в Дип Чонгарский кадылык Карасубазар ского каймаканства. После присоединения Крыма к России (8) 19 апреля 1783 года, (8) 19 февраля 1784 года, именным указом Екатерины II сенату, на территории бывшего Крымского Ханства была образована Таврическая область и деревня была приписана к Перекопскому уезду. После Павловских реформ, с 1796 по 1802 год, входила в Перекопский уезд Новороссийской губернии. По новому административному делению, после создания 8 (20) октября 1802 года Таврической губернии, Биюк-Алкалы был включён в состав Биюк-Тузакчинской волости Перекопского уезда.
По Ведомости о всех селениях в Перекопском уезде состоящих с показанием в которой волости сколько числом дворов и душ… от 21 октября 1805 года, в деревне Биюк-Алкалы числилось 17 дворов, 89 крымских татар, 4 ясыров и 2 цыган.
На военно-топографической карте генерал-майора Мухина 1817 года деревня Биюк алкалы обозначена с 14 дворами. После реформы волостного деления 1829 года Биюк-Алкалы, согласно «Ведомости о казённых волостях Таврической губернии 1829 года», остался в составе Тузакчинской волости. На карте 1836 года в деревне 12 дворов. Затем, видимо, вследствие эмиграции крымских татар в Турцию, деревня заметно опустела и на карте 1842 года Биюк-Алкалы обозначен условным знаком «малая деревня», то есть, менее 5 дворов.
В 1860-х годах, после земской реформы Александра II, деревню приписали к Ишуньской волости. В «Списке населённых мест Таврической губернии по сведениям 1864 года», составленном по результатам VIII ревизии 1864 года, Биюк-Алкалы — владельческая татарская деревня с 5 дворами и 19 жителями при колодцах. Согласно «Памятной книжке Таврической губернии за 1867 год», деревня стояла покинутая, ввиду эмиграции крымских татар, особенно массовой после Крымской войны 1853—1856 годов, в Турцию и, если на трехверстовой карте 1865 года деревня ещё обозначена, то на карте, с корректурой 1876 года, её уже нет. По «Памятной книге Таврической губернии 1889 года», по результатам Х ревизии 1887 года, в деревне Биюк-Алхалы, видимо, уже заселённой выходцами из материковой России, числилось 2 двора и 17 жителей, возможно, уже новых поселенцев — немцев или армян (источник — энциклопедический словарь «Немцы России» — позиционирует село как немецко-армянское).
После земской реформы 1890 года Биюк-Алкалы отнесли к Богемской волости. В «…Памятной книжке Таврической губернии на 1892 год» в сведениях о Богемской волости никаких данных о деревне, кроме названия, не приведено. По «…Памятной книжке Таврической губернии на 1900 год» в посёлке Биюк-Алкалы числилось 105 жителей в 11 дворах. Видимо, это было временное поселение, связанное с какими-либо работами, поскольку по Статистическому справочнику Таврической губернии. Ч.II-я. Статистический очерк, выпуск пятый Перекопский уезд, 1915 год, на хуторе Биюк-Алкалы (Мустафы-Мирзы Ширинского) Богемской волости Перекопского уезда числилось 5 дворов с немецким населением в количестве 32 человека приписных жителей и 16 — «посторонних», из которых 29 мужчин и 19 женщин. При хуторе числилось 100 десятин земли. В хозяйстве имелось 80 лошадей, 10 волов, 50 коров и 40 голов мелкого скота.
После установления в Крыму Советской власти, по постановлению Крымревкома от 8 января 1921 года № 206 «Об изменении административных границ» была упразднена волостная система и в составе Джанкойского уезда был создан Джанкойский район. В 1922 году уезды преобразовали в округа. 11 октября 1923 года, согласно постановлению ВЦИК, в административное деление Крымской АССР были внесены изменения, в результате которых округа были ликвидированы, основной административной единицей стал Джанкойский район и село включили в его состав. Согласно Списку населённых пунктов Крымской АССР по Всесоюзной переписи 17 декабря 1926 года, в селе Биюк-Алкалы, Таганашского сельсовета Джанкойского района, числилось 9 дворов, из них 9 крестьянских, население составляло 32 человека, из них 22 армянина, 7 немцев, 2 русских, 1 татарин. По данным всесоюзной переписи населения 1939 года в селе проживало 38 человек. На подробной карте РККА северного Крыма 1941 года в Биюк-Алкалы отмечено 39 дворов.
В 1944 году, после освобождения Крыма от фашистов, согласно Постановлению ГКО № 5984сс от 2 июня 1944 года, 27 июня крымские армяне были депортированы в Пермскую область и Среднюю Азию. 12 августа 1944 года было принято постановление № ГОКО-6372с «О переселении колхозников в районы Крыма» и в сентябре 1944 года в район приехали первые новоселы (27 семей) из Каменец-Подольской и Киевской областей, а в начале 1950-х годов последовала вторая волна переселенцев из различных областей Украины. С 25 июня 1946 года Биюк-Алкалы в составе Крымской области РСФСР.
Указом Президиума Верховного Совета РСФСР от 18 мая 1948 года, Алкалы (оно же Биюк-Алкалы) переименовали в Пушкино. 26 апреля 1954 года Крымская область была передана из состава РСФСР в состав УССР. Время включения в Завет-Ленинский сельсовет пока не установлено: на 15 июня 1960 года село уже числилось в его составе. По данным переписи 1989 года в селе проживало 462 человек. С 12 февраля 1991 года село в восстановленной Крымской АССР, 26 февраля 1992 года переименованной в Автономную Республику Крым. С 21 марта 2014 года — в составе Республики Крым России.